# Speocera asymmetrica
Speocera asymmetrica là một loài nhện trong họ Ochyroceratidae. Loài này phân bố ở Trung Quốc.